# Strzelce Małe (województwo wielkopolskie)
Strzelce Małe – wieś w Polsce położona w województwie wielkopolskim, w powiecie gostyńskim, w gminie Piaski.

## Historia
Wieś pierwotnie związana była z Wielkopolską. Istnieje co najmniej od pierwszej połowy XIV wieku. Wymieniona została w łacińskim dokumencie z 1446 jako „Strzelcze Minor”, 1468 „utraque Strzelcze”, 1499 „Parwa Strzelcze”, 1499 „Minus Strzelcze”, 1504 „Strzelce Minor”.
Miejscowość była początkowo wsią szlachecką należącą do lokalnych rodów wielkopolskich Strzeleckichktórzy od nazwy wsi Strzelce Wielkie oraz Strzelce Małe przyjęli odmiejscowe nazwisko, a później także do Drogoszewskich, Bilewskich, Noskowskich, Potarzyckich, Gostyńskich, Radzewskich. W 1446 wieś leżała w powiecie kościańskim Korony Królestwa Polskiego. W 1510 należała do parafii Strzelce Wielkie.
Historia wsi związana jest ściśle z sąsiednią miejscowością Strzelce Wielkie. Przez długi czas leżały one w tym samym majątku oraz miały tych samych właścicieli. Obe miejscowości były własnością prywatną i podlegały dziedziczeniu i sprzedaży. W 1446 jako posiadacza odnotowano brata Janusza Mikołaja ze Strzelc Wielkich i Małych, a w latach 1464–1472 Janusza ze Strzelc Wielkich i Małych brat Mikołaja. W latach 1468–1472 dziedzicem obu wsi był Filip. W następnych latach odnotowano kolejnych właścicieli: w 1481 Mikołaja Strzeleckiego syna Janusza, oraz w latach 1481–1483 jego żonę Helenę, w latach 1489-1504 Mikołaja, w latach 1489-99 Wojciecha, w 1499 Barbarę Drogoszewską żonę Andrzeja Młyńskiego, w 1525–1535 syna Wojciecha Wawrzyńca Strzeleckiego, w 1531 Leonarda Bielewskiego, w 1548 Agnieszkę z synem Maciejem wdowę  po Wawrzyńcu Strzeleckim, w 1549 Macieja, w 1552 Zofię Bielewską, w latach 1550-1551 Marcina Strzeleckiego, w latach 1557–1567 Zygmunta Bielewskiego, w latach 1563–66 Piotr Noskowski. W latach 1564-1572 Annę ze Zborowa, w 1566 Łukasza Potarzyckiego, w 1566 Gostyńskich,. W latach 1568-1570 właścicielami wsi byli Noskowscy: Dorota, 1570 Zofia, a w latach 1570-1575 Jakub i w 1570 Jadwiga. W 1568 dziedzicem był Piotr Noskowski, a w latach 1570-594 Stanisław Radzewski.
Miejscowość odnotowano również w historycznych rejestrach poborowych. W 1510 we wsi odnotowano 16 łanów osiadłych oraz karczmę. W 1530 pobrano podatki od 7 łanów, a dwa łany uległy pożarowi. W 1563 miał miejsce pobór z części Zygmunta Bielewskiego od 8 łanów oraz karczmy, w której szynkowano wódkę. Z części Piotra Noskowskiego pobrano podatki od 8 łanów, komornicy oraz karczmarza, który warzył lokalne piwo. W 1566 miał miejsce pobór z części Anny Strzeleckiej od 4 łanów osiadłych, dwóch komorników. Z części Łukasza Łowęckiego oraz Piotra Noskowskiego pobrano podatki od 4 łanów osiadłych oraz od dwóch komorników natomiast z części Gostyńskich od 8 łanów osiadłych. W 1580 pobór odbył się z 11,5 łana osiadłego oraz od 5 ubogich komorników. W 1581 pobrano podatki od 11,5 łana osiadłego, 6 komorników ubogich.
W 1684 w czasie wizytacji kościoła parafialnego we wsi Strzelce Wielkie odnotowano, że ze Strzelc Małych pleban pobierał dziesięcinę w wysokości 20 złotych we wsi dwór oraz folwark. Wspomniano, że kiedyś we wsi mieszkało 16 kmieci ale wówczas było ich tylko 5. Płacili oni opłatę w naturze zwaną „meszne” wynoszącą po mierze żyta i owsa z każdego łanu. Łany opuszczone natomiast kmiecie uprawiali dla dworu.
Do czasu rozbiorów leżała w Rzeczypospolitej Obojga Narodów. Wskutek II rozbioru Polski w 1793, miejscowość przeszła pod władanie Prus i jak cała Wielkopolska znalazła się w zaborze pruskim. W okresie Wielkiego Księstwa Poznańskiego (1815-1848) miejscowość należała do wsi większych w okręgu gostyńskim ówczesnego pruskiego powiatu Kröben (krobskiego) w rejencji poznańskiej. Część Strzelec Małych (67 osób, 10 domów) stanowiło część majątku Bodzewo, którego właścicielem był wówczas (1846) Kaulfus. Druga część (12 domów, 101 osób) należała do Zakrzewskiej.
W latach 1975–1998 miejscowość położona była w województwie leszczyńskim.